# Station Askam
Askam is een station van National Rail in Askam and Ireleth, Barrow-in-Furness in Engeland. Het station langs de Cumbrian Coast Line is eigendom van Network Rail en wordt beheerd door Northern Rail. 